# Tre Mann

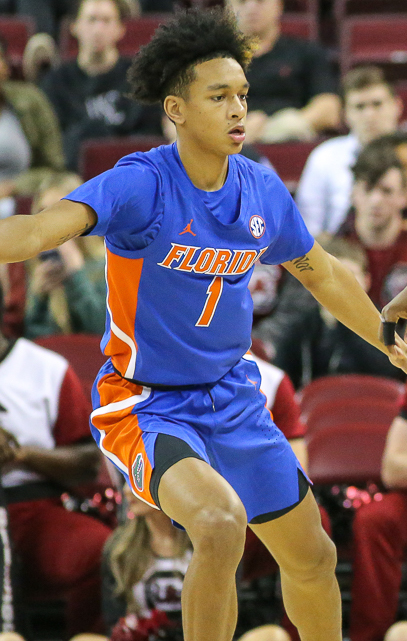
Tre Mann, 2020.

Tre'shaun Albert "Tre" Mann, född 3 februari 2001 i Gainesville i Florida, är en amerikansk professionell basketspelare (PG) som spelar för Charlotte Hornets i National Basketball Association (NBA). Han har tidigare spelat för Oklahoma City Thunder.
Mann draftades av Oklahoma City Thunder i första rundan i 2021 års draft som 18:e spelare totalt.
Innan han blev proffs studerade Mann vid University of Florida och spelade för universitetets idrottsförening Florida Gators.